# スティーヴン・ハント
スティーヴン・パトリック・ハント（Stephen Patrick Hunt, 1981年8月1日 - ）は、アイルランド共和国ポートリーシュ出身の元同国代表サッカー選手。現役時代のポジションは主にサイドハーフ、左サイドバックや攻撃的MFとしてもプレー出来る。
弟のノエルも同じくサッカー選手で代表での出場経験を持っており、レディングFCでは同僚であった。

## 経歴

### クラブ

#### 初期
リーシュ県に生まれ、ウォーターフォードで育ったハントは、少年時代はサッカーよりも前にハーリングに親しみ、ウォーターフォードGAAのU-15及びU-16チームに所属していた。サッカーの方では、セカンダリースクールへ進学した11歳を機に始めており、地域のカップ戦での活躍からクリスタル・パレスFCの下部組織に入団した。
その後、クリスタル・パレスのトップチームに昇格を果たすも、出場機会を殆ど得ることが出来なかったため、2001年にはスコットランド1部ダンディー・ユナイテッドFCのトライアルに参加する等、新たなクラブを探し、同年にブレントフォードFCと契約した。入団から程なくしてスティーヴ・コッペル監督の下で定位置を掴み、4季でリーグ戦136試合25得点を記録する活躍を見せていたが、2005年にクラブからの契約延長を拒否して退団を選択した。

#### レディング

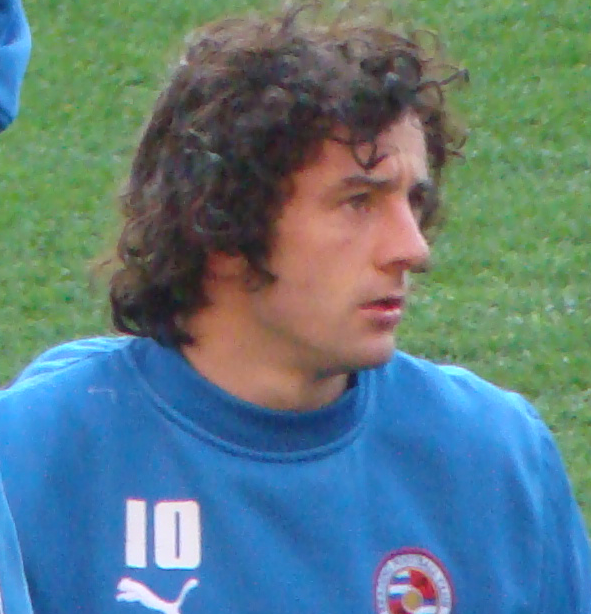
レディングFCでのハント

2005年6月19日にフットボールリーグ・チャンピオンシップのレディングFCと1年契約を締結する。開幕戦こそボビー・コンヴェイの存在から控えでのスタートとなったが、その後の活躍によって定位置を奪取し、2005-06シーズンのリーグ優勝とプレミアリーグ昇格に大きく貢献した。昇格1季目の2006-07シーズンもサイドの中心選手としてプレーしていたが、2006年10月14日のチェルシーFC戦で (0-1) ボールを奪おうとした際に相手GKペトル・チェフの頭に膝が直撃し、頭蓋骨陥没骨折を負わせてしまい、以来、チェフは試合中に常に頭部を保護するプロテクターを付けることになった。この重大な事故に関して相手のジョゼ・モウリーニョ監督から非難される一方、レディングのコッペル監督や元アーセナルFCのGKボブ・ウィルソンからは意図的なものはなかったと擁護の言葉を掛けられ、最終的にFAから出場停止を科すことはないと判断された。しかし、同試合では、チェフと交代したカルロ・クディチーニに対して同僚のイブライマ・ソンコが衝突して負傷させたことも相まって、相手ファンから殺害の脅迫を受けていた。2007年1月1日のウェストハム・ユナイテッドFC戦 (0-6) でプレミアリーグでの初得点を挙げ、5日に契約を延長した後も変わらずに活躍を示したことで、シーズン終了後の7月に更に契約を延長することに成功した。
2008年1月の移籍市場では、サンダーランドAFCから2度に渡ってオファーがされ、移籍金450万ポンド（1度目は250万ポンド）が提示されたが、クラブに放出する意思はなく、2月1日に契約を2011年夏までに延長することで応えたハントは、同2007-08シーズンに39試合6得点を挙げるも、得失点差による降格を防ぐことが出来なかった。翌2008-09シーズンは12月度の月間最優秀選手賞を受賞する等、顕著な活躍を見せており、そのプレーぶりや契約が残り数ヶ月ということも影響してプレミアリーグの複数クラブから関心を寄せられるも、2009年2月4日に契約を2012年夏まで延長して忠誠心を示した。しかし、チームがプレミアリーグ昇格を懸けたプレーオフ準決勝でバーンリーFCに敗北すると、退団する意向を発表した。

#### ハル・シティ
2009年8月13日にプレミアリーグのハル・シティAFCと4年契約を締結し、15日のチェルシー戦で過去のチェフへの行為から相手ファンから野次されながらも移籍後初得点を早速挙げた。また、次のトッテナム・ホットスパーFC戦 (1-5) では、大敗する中で本拠地での初得点を挙げている。
降格の危機にある中、2010年1月の移籍市場で同様に陥っているウルヴァーハンプトン・ワンダラーズFCからの移籍金500万ポンドのオファーを拒否したが、4月に足を負傷してシーズン中に離脱となり、自身の不在中に財政難のチームは2部へと降格していった。

#### ウルヴァーハンプトン・ワンダラーズ
2010年6月21日にプレミアリーグのウルヴァーハンプトン・ワンダラーズFCと3年契約を締結する。ハル時代の足の負傷が完治していなかったために数ヶ月合流が遅れた末、10月23日のチェルシー戦で後半から初出場を飾り、11月27日のサンダーランド戦 (3-2) で初得点を挙げた。2011年の初旬から、ふくらはぎやヘルニアの負傷から最大3ヶ月の離脱となる苦しい時期を経て2010-11シーズン残り5試合で復帰を果たすと、最終節のブラックバーン・ローヴァーズFC戦 (2-3) で試合残り3分に得点を挙げており、チームは敗れたものの、降格圏内にいるバーミンガム・シティFCとブラックプールFCが共に敗北したことで勝ち点差僅か1で残留を果たした。
翌2011-12シーズンも定期的に起用されており、後半戦は鼠径部の負傷に苦しみながらも、手術を受けて復帰した後は定期的に起用されていたが、チームは遂に2部へと降格した。チャンピオンシップで1季を過ごした後、2013年5月17日に契約満了に伴い、フットボールリーグ1へ降格したチームから退団した。

#### イプスウィッチ・タウン
自由契約となった後、2013年9月にブラックプールFCから誘われるも、自身の望む給与と開きがあったために破談となり、最終的に11月8日にチャンピオンシップのイプスウィッチ・タウンFCと2014年1月までの短期契約を締結した。翌日のブラックプール戦で後半から早速初出場を飾って以降で存在感を示した結果、1月には契約を5ヶ月、シーズン終了後には契約を1年延長することに成功した。
翌2014-15シーズンは、ウルヴァーハンプトン時代に師事したミック・マッカーシー監督が就任すると、自身の得意とする左サイドハーフに若手のキャメロン・ステュアートとアレックス・ヘンシャルを補強される厳しい状況の中、簡単に明け渡す予定はないと定位置争いを宣言した。

#### コヴェントリー・シティ
同シーズン限りでポートマン・ロードを去ると半年間フリーの状態が続いた。2016年1月8日、トレーニングに参加していたフットボールリーグ1のコヴェントリー・シティFCと短期契約を交わした。2015-16シーズンを以て現役を引退した。

### 代表

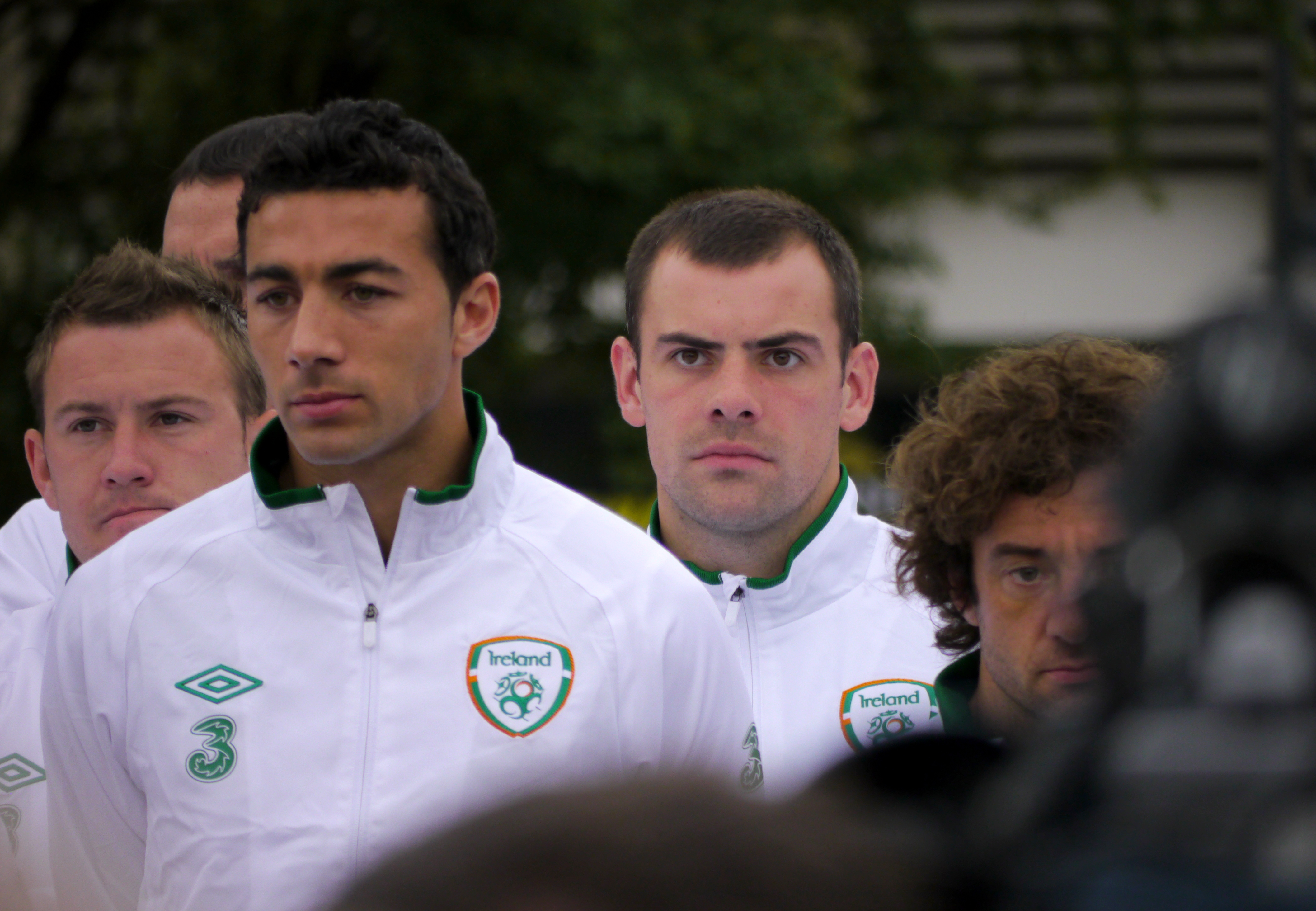
UEFA EURO 2012前にアイルランド代表に対してソポトで行われた歓迎式でのハント

2007年2月7日のUEFA EURO 2008予選のサンマリノ戦で後半からアイルランド代表初出場を飾る。9月12日の同予選でのチェコ戦では、ヤン・ポラークへの危険なタックルからレッドカードによる退場処分を受けた。
ジョヴァンニ・トラッパトーニ監督が新たに就任したのを機に、特に2010 FIFAワールドカップ・ヨーロッパ予選で定期的に招集され、2008年11月19日にクローク・パークで行われた親善試合でのポーランド戦 (2-3) でペナルティーキックによる初得点を挙げている。なお、同試合では、実弟のノエル (en) がアイルランド代表として初出場を飾って共にプレーしており、ハント兄弟にとって記念すべきものだった。その後、トラパットーニ監督の下でUEFA EURO 2012の登録メンバーに選出されているが、起用されることはなかった。

## 獲得タイトル

### クラブ
レディング
- フットボールリーグ・チャンピオンシップ : 2005-06

### 個人
- チャンピオンシップ年間ベストイレブン : 2008-09